# Chàng xanh
Chàng xanh, tên khoa học Hylarana erythraea, là một loài ếch trong họ Ranidae. Chúng được tìm thấy ở Brunei, Campuchia, Indonesia, Lào, Malaysia, Myanma, Philippines, Singapore, Thái Lan, và Việt Nam.
Môi trường sống tự nhiên của chúng là các khu rừng ẩm ướt đất thấp nhiệt đới hoặc cận nhiệt đới, các khu rừng vùng núi ẩm nhiệt đới hoặc cận nhiệt đới, hồ nước ngọt, hồ nước ngọt có nước theo mùa, đầm nước ngọt, đầm nước ngọt có nước theo mùa, vườn nông thôn, các khu rừng trước đây bị suy thoái nặng nề, đất có tưới tiêu, đất nông nghiệp có lụt theo mùa, và thảm thực vật di thực.

## Hình ảnh

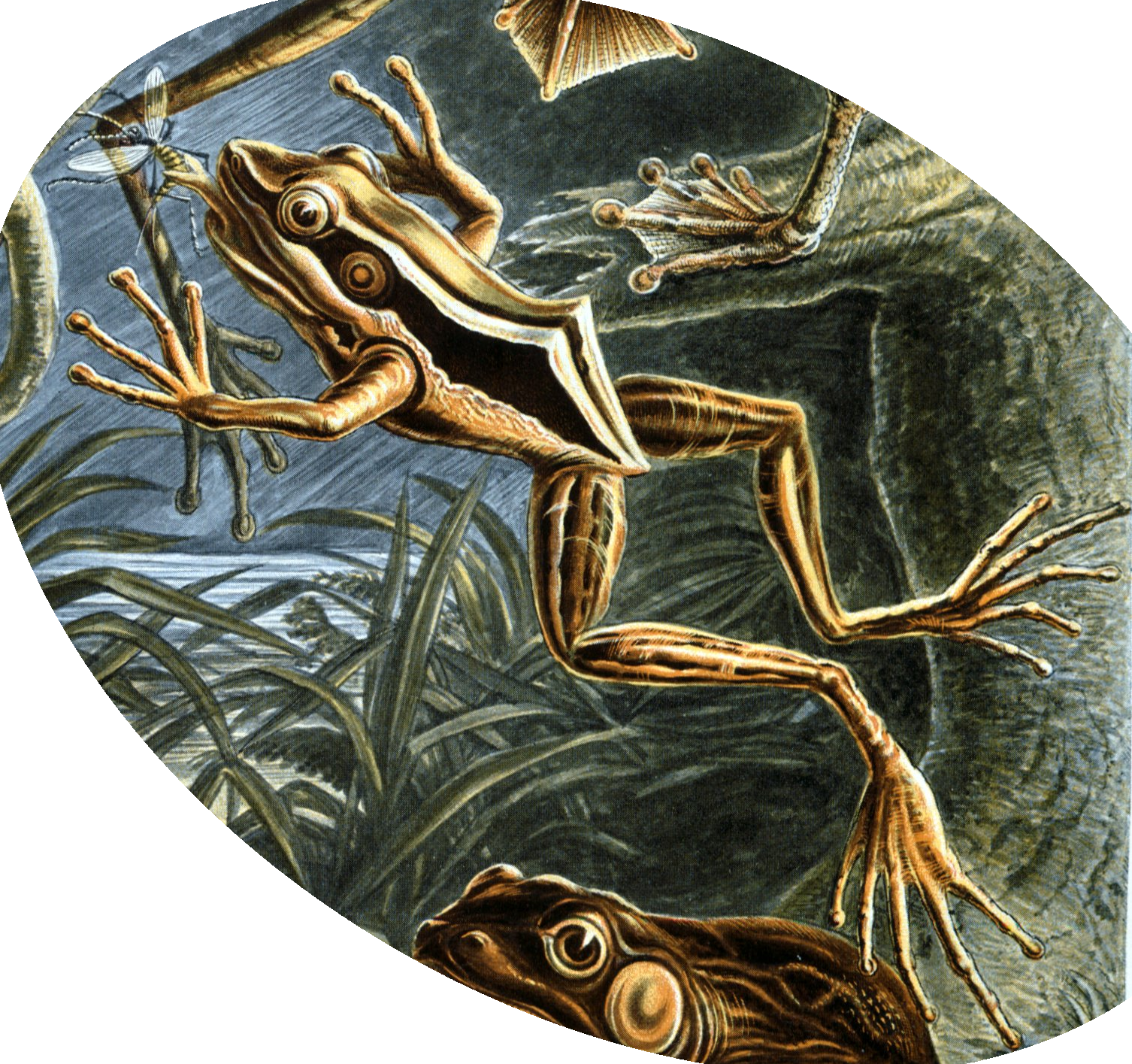
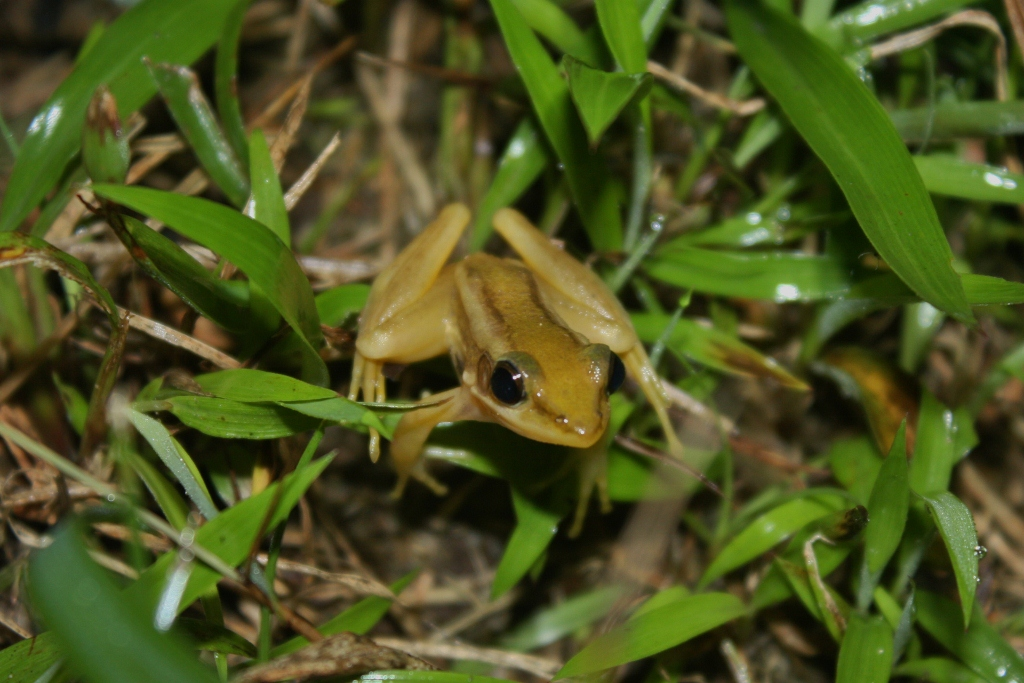
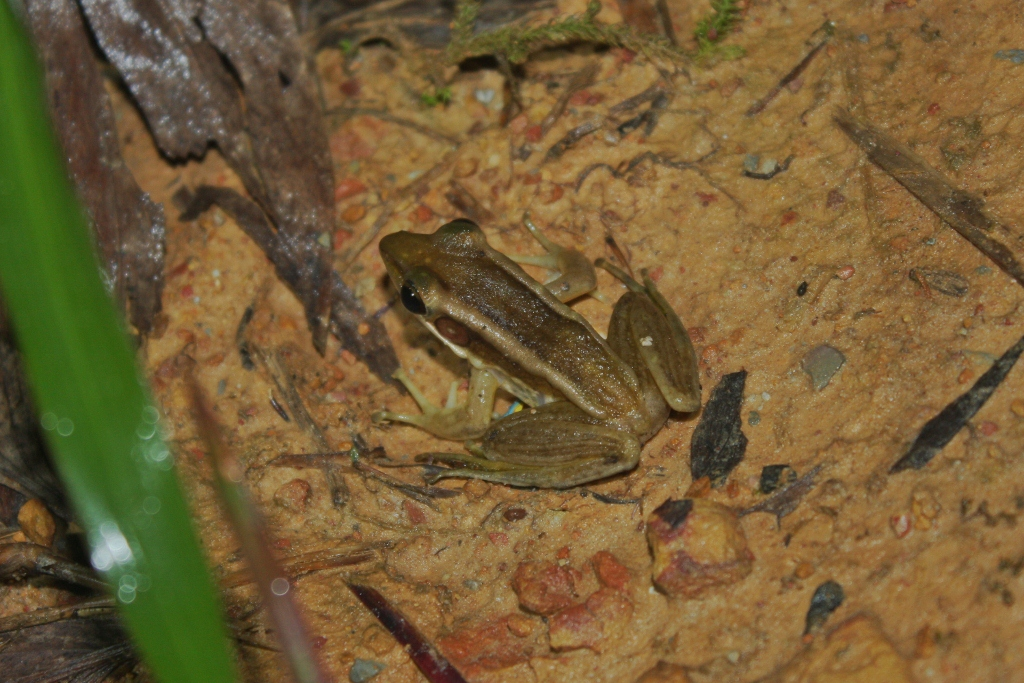
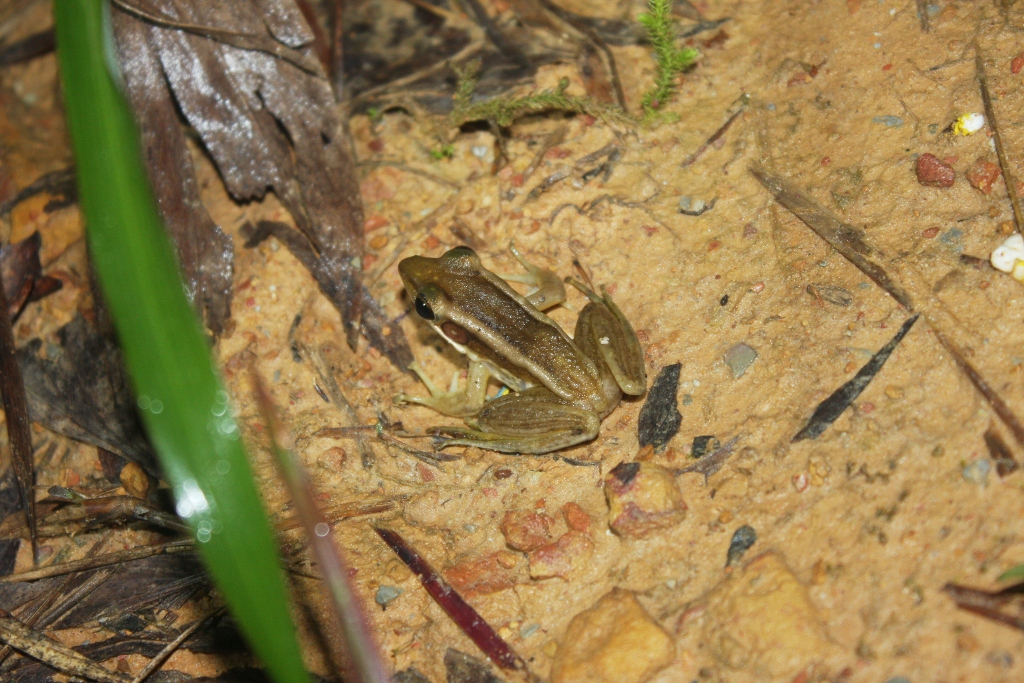